# Осада Замостья (1831)
Осада Замостья — ряд вооруженных столкновений в ходе Польского восстания 1830—1831 годов, которые произошли в феврале—августе 1831 года, близ населённого пункта Замостье (ныне Замосць), между польскими повстанческими отрядами и частями русской императорской армии.

## История
В 1831 году, при вступлении русских войск в Польшу для усмирения мятежа, от левофлангового корпуса генерала Киприана Антоновича Крейца, следовавшего через Устилуг на Люблин, был выделен для наблюдения за Замостьем кавалерийский отряд (6 эскадронов драгун, 2 сотни казаков и 4 конных артиллерийских орудия), который, однако, вследствие своей малочисленности, не имел никакой возможности полностью парализовать действия гарнизона крепости Замостье. 
21 февраля (5 марта) 1831 года комендант Крысинский выслал к Устилугу (60 км восточнее Замостья) 4 линейных роты с 4 пушками, усиленные косиньерами и кракусами (пешими и конными добровольцами); этот отряд напал в Устилуге врасплох на передовой батальон Житомирского полка и захватил в плен его командиpa полковника Богомольца, 5 офицеров и 370 нижних чинов. 
С 5 (17) марта 1831 года по 28 марта (9 апреля) 1831 года Замостье служило защитой отряду польского генерала Юзефа Дверницкого, пробиравшемуся в Подолию и Волынь для распространения там мятежа. 
С 3 (15) апреля 1831 года по 8 (20) апреля 1831 года в Замостье укрывался отряд генерала Войцеха Хшановского (6500 человек), двинувшегося затем оттуда обратно через Люблин за Вислу на соединение с главными силами польской армии. 24 июля (5 августа) 1831 года, по переходе генерала Фёдора Васильевича Ридигера через Вислу, Люблинское воеводство было занято к-сом генерал-лейтенанта Паисия Сергеевича Кайсарова, и для обложения Замостья было выделено 6 пехотных, 3 гусарских и один казачий полки. Этот отряд имел несколько жарких боестолкновений с гарнизоном, как например, 4 (16) августа 1831 года, когда осаждающий приступом овладел двумя редутами, прикрывавшими предместье Новомясто. Замостье сдалось русским последней среди польских цитаделей; позднее гарнизон был отпущен на родину.